# Bisdom Umuahia
Het bisdom Umuahia (Latijn: Dioecesis Umuahiana) is een rooms-katholiek bisdom met als zetel Umuahia, hoofdstad van de staat Abia in Nigeria. Het bisdom is suffragaan aan het aartsbisdom Owerri.

## Geschiedenis
Het bisdom werd opgericht op 23 juni 1958, uit het bisdom Owerri. 
Het verloor tweemaal gebied bij de oprichting van de bisdommen Okigwe (1981) en Aba (1990).

## Parochies
In 2020 telde het bisdom 70 parochies. Het bisdom had in 2020 een oppervlakte van 2.460 km2 en telde 1.350.220 inwoners waarvan 18,6% rooms-katholiek was.

## Bisschoppen
- Anthony Gogo Nwedo (19 februari 1959 - 2 april 1990)
- Lucius Iwejuru Ugorji (2 april 1990 - 6 maart 2022)
  - Michael Kalu Ukpong (hulpbisschop: 30 mei 2020 - heden)

Owerri (aartsbisdom) · Aba · Ahiara · Okigwe · Orlu · Umuahia